# Estação Tepepan
A Estação Tepepan é uma das estações do VLT da Cidade do México, situada na Cidade do México, entre a Estação Periférico/Participación Ciudadana e a Estação La Noria. Administrada pelo Servicio de Transportes Eléctricos de la Ciudad de México (STECDMX), faz parte da Linha 1.
Foi inaugurada em 29 de novembro de 1988. Localiza-se no cruzamento da Avenida Guadalupe Ramirez com a Rua 5 de Mayo. Atende o bairro Conjunto Habitacional Real del Sur, situado na demarcação territorial de Xochimilco.